# 薩姆特縣 (南卡羅萊納州)
薩姆特县（英語：Sumter County）是美國南卡羅萊納州中部的一個縣。面積1,766平方公里。根據美國2000年人口普查，共有人口104,646人。縣治薩姆特。
成立於1800年。縣名紀念美國獨立戰爭將領、參議員湯瑪斯·薩姆特。